# Idrija

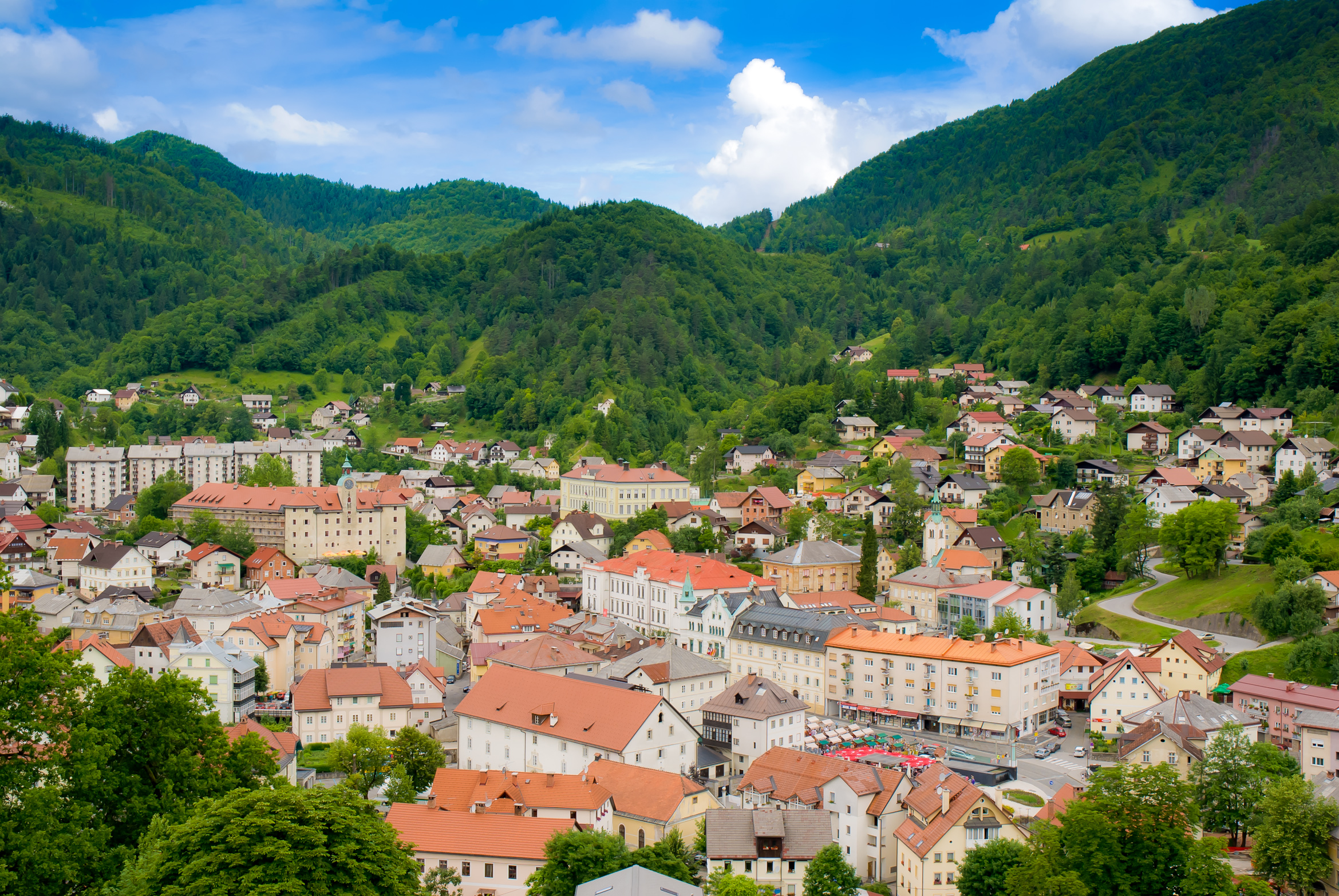
Blick auf die Altstadt von Idria

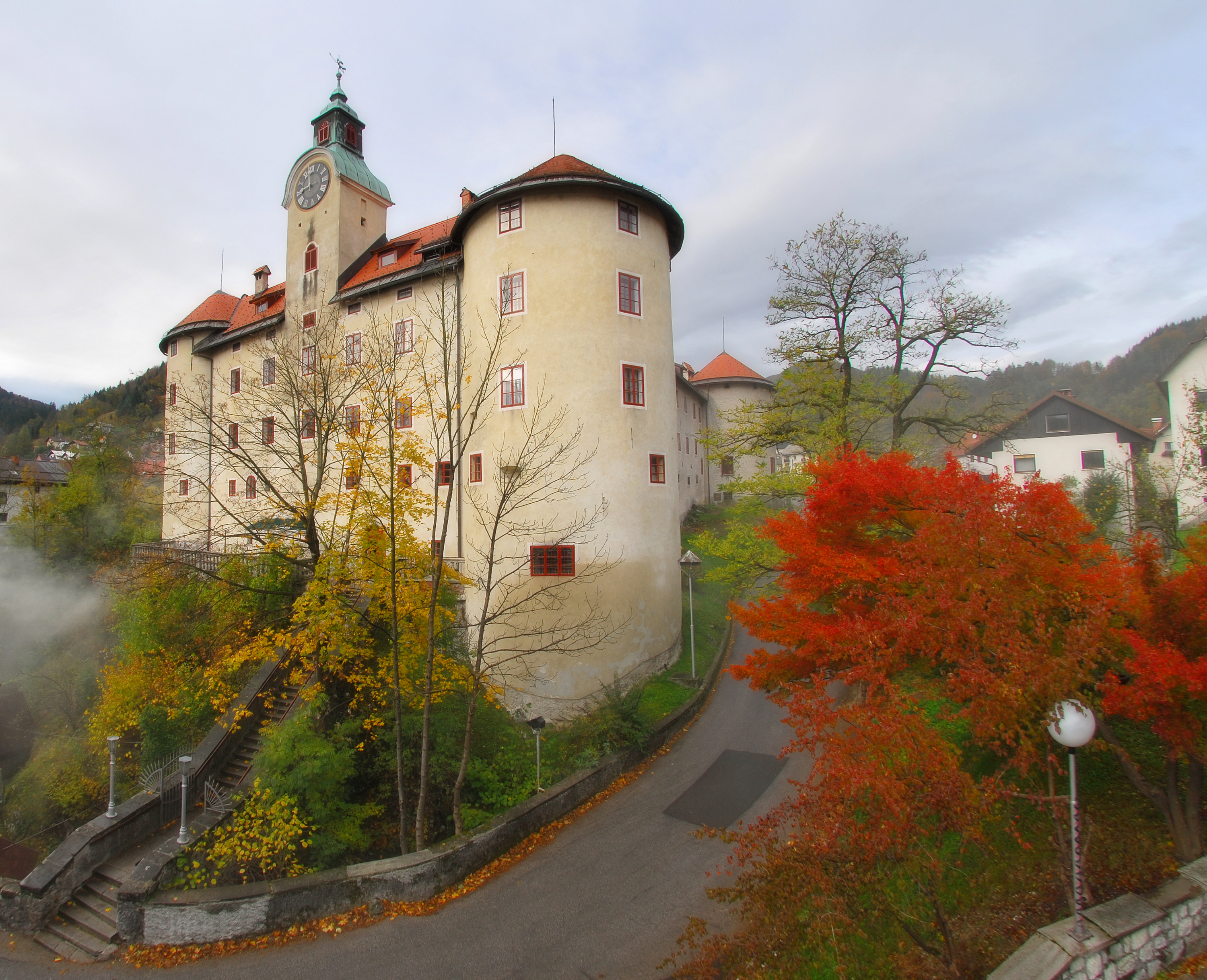
Burg Gewerkenegg mit dem Bergwerksmuseum

Die Stadt Idrija (deutsch und italienisch: Idria) ist Hauptort und Verwaltungssitz der aus 36 Ortschaften bestehenden Gemeinde Idrija im Westen Sloweniens in der historischen Landschaft Primorska (Region Goriška).
Sie liegt im oberen Teil am Fluss Idrijca (dt.: Fetschenbach) im Übergang von den Julischen Alpen zur Karstregion.
Die Gemeinde wurde zur Alpenstadt des Jahres 2011 gekürt. 2012 wurden die Altstadt und weitere Stätten auf dem Gemeindegebiet gemeinsam mit dem spanischen Bergwerk von Almadén unter der Bezeichnung Historische Stätten der Quecksilbergewinnung: Almadén und Idrija in das UNESCO-Weltkulturerbe aufgenommen.

## Geschichte

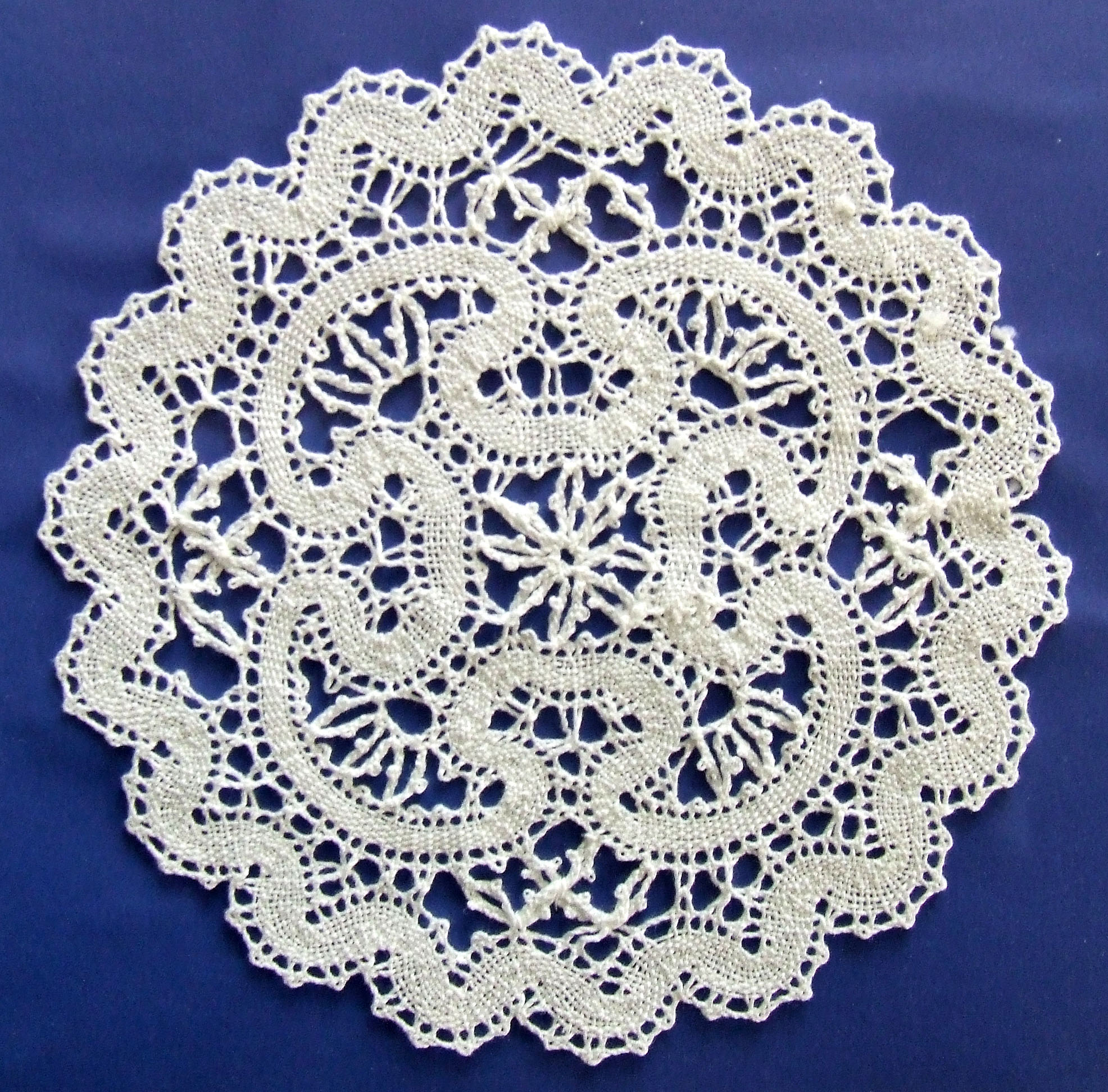
Idriaer Spitze

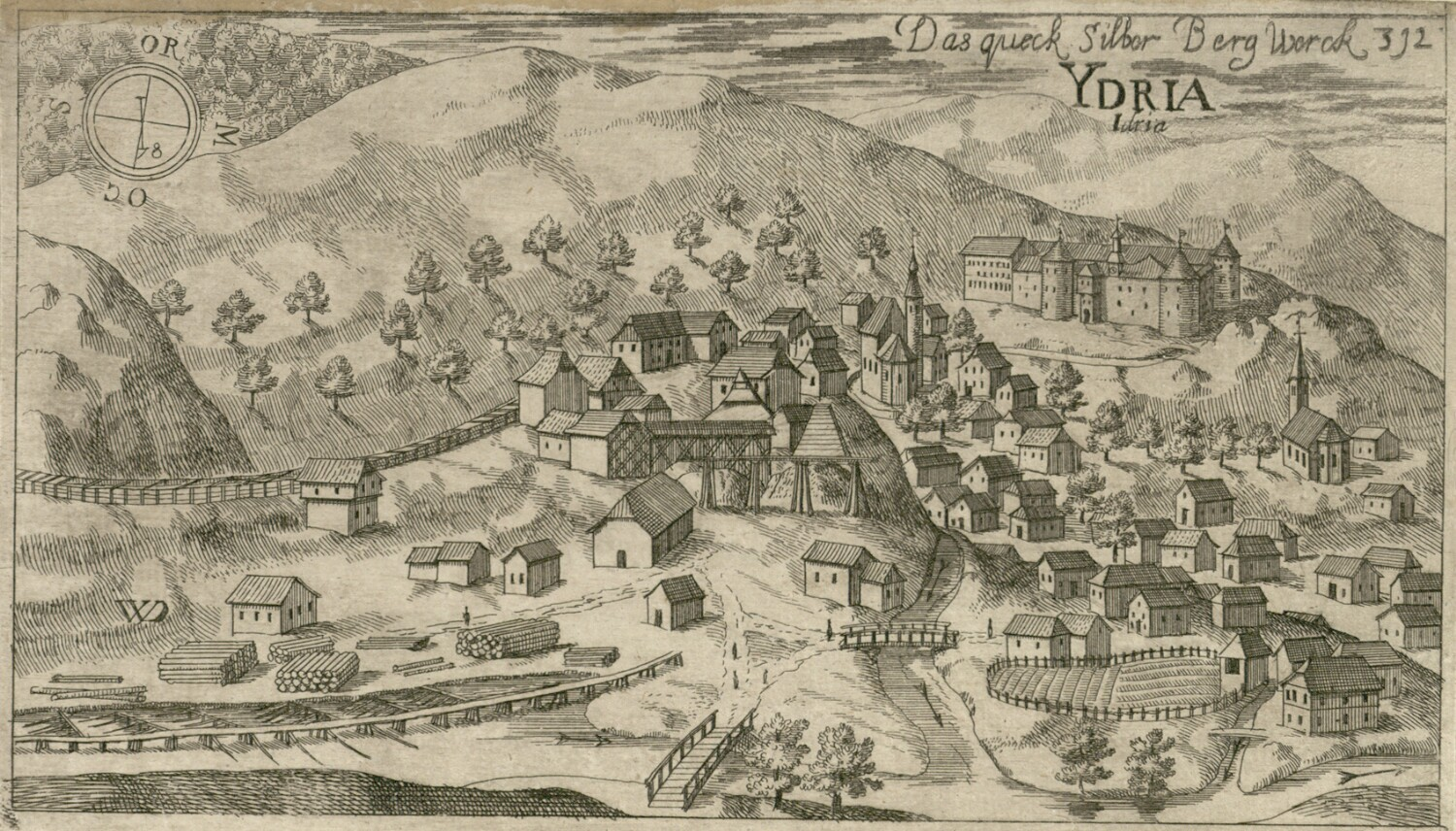
Quecksilberbergwerk Idria

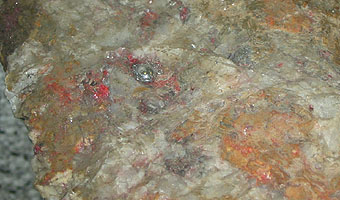
Quecksilberhaltiges Gestein aus dem Bergwerk in Idria

### Quecksilberbergwerk
Bekannt wurde die Gegend durch die Quecksilberfunde 1493. Nach dem Fundort ist das hier entdeckte Mineral Idrialin benannt. 500 Jahre lang, bis zu seiner Stilllegung, war das Quecksilberbergwerk Idrija das zweitgrößte auf der Welt. In der Blütezeit deckte die Anlage gleichwohl 13 Prozent des Weltmarkts ab. Bis zu 1300 Menschen fanden dort eine Arbeit. Aufgrund der Quecksilbermarktkrise seit 1974 wurde die Produktion 1977 vorübergehend eingestellt, jedoch 1984 mit verringerter Intensität wieder aufgenommen.
1994 wurde der Abbau endgültig eingestellt, die Verhüttung 1995.
Ein Teil des alten Bergwerks ist heute noch zu besichtigen. Es ist Bestandteil des UNESCO-Weltkulturerbes Historische Stätten der Quecksilbergewinnung: Almadén und Idrija.
Gesundheitliche Folgen für die Bevölkerung

Als eines der historisch bekanntesten Beispiele für chronische Vergiftung mit Quecksilber gilt aufgrund der Quecksilberproduktion Idrija. Bereits früh musste am Ort eine Nervenheilanstalt errichtet werden, da die gesundheitsschädigenden Auswirkungen des Quecksilbers das Nervensystem vieler Arbeiter angriff. Schon der berühmte Arzt Paracelsus berichtete im Jahre 1527 von der kranken Bevölkerung: „Seht ein Beispiel in Idria; all die da wohnen sind krumm und lahm.“ Die Lage besserte sich erst Ende des 18. Jahrhunderts durch verbesserte Verarbeitungsverfahren.
Umweltzerstörung

Weil Quecksilber für die Habsburger wirtschaftlich höchst bedeutend war, wurde das Bergwerk rasch ausgebaut. In Folge wurde sehr viel Holz für die Abstützung der Stollen als auch für die Befeuerung der Schmelzöfen benötigt. Das hierfür benötigte Holz wurde zunächst aus den Bergen in der unmittelbaren Nähe geholt. Der Holzmangel wurde durch den Zuzug von Arbeitern (Knappen) erhöht. Der Bedarf an Brennholz und Bauholz für deren Unterkünfte stieg. Außerdem wurde Brandrodung betrieben, um Raum für Unterkünfte und Ackerflächen für die Arbeiter zu schaffen. Schon im Jahre 1534 gab es Beschwerden über den Mangel an Holz und innerhalb nur einer Generation (bis etwa zum Jahre 1550) war der Waldbestand vernichtet. Weiterhin gab es Klagen über „giftigen Brandrauch“, Missbildungen bei Tieren und den Rückgang bei Ernten. Die Abholzung führte zu Erosion und Verkarstung der Böden. Die Einführung verbesserter und somit holzsparender Brennverfahren wurde bis etwa in das Jahr 1650 von den Knappen verhindert, die um ihre Arbeitsplätze fürchteten.

### Klöppeln
Hier wird seit über 300 Jahren das Klöppeln betrieben. Seit 120 Jahren existiert eine Klöppelschule und Ende August findet hier das weit bekannte Klöppelfest (Čipakarski Festival) statt.

### Zweiter Weltkrieg
Auf dem Gemeindegebiet wurden in mehreren Ortschaften Massengräber aus der Zeit unmittelbar nach dem Zweiten Weltkrieg gefunden.